# Diokterocoris
Diokterocoris is een geslacht van wantsen uit de familie van de Reduviidae (Roofwantsen). Het geslacht werd voor het eerst wetenschappelijk beschreven door Miller in 1959.

## Soorten
Het genus is monotypisch en bevat alleen de volgende soort:

- Diokterocoris sudanicus Miller, 1959